# إريك باترسون (لاعب كرة قدم أمريكية)
اريك باترسون (بالإنجليزية: Eric Patterson)‏ هو لاعب كرة قدم أمريكية أمريكي، ولد في 5 فبراير 1993 في تامبا في الولايات المتحدة، وتوفي بنفس المكان في 8 يونيو 2019 بسبب إصابة بعيار ناري.

## وصلات خارجية
- إريك باترسون على موقع مرجع كرة القدم المحترفة.كوم (الإنجليزية)